# Osvícenský absolutismus
Osvícenský absolutismus je označení pro formu vlády, která se častěji objevovala v 18. století. Absolutní monarcha prosazoval ve své zemi svou autoritou politické a společenské reformy („revoluce shora“). Osvícenští panovníci byli ovlivněni ideály osvícenství. Tento způsob vlády převládal v zemích, které nepřešly na konstituční monarchii.
Nejvíce se projevil v Rakouské monarchii za vlády Marie Terezie a jejího syna Josefa II., pokoušela se o něj i Kateřina II. v carském Rusku, dále se projevil ve Španělsku, Portugalsku, Dánsku a v Prusku za vlády Fridricha II.